# Tracers
Tracers (bra: Tracers; prt: Tracers - Nos Limites ou Tracers - No Limite) é um filme estadunidense de 2015, dos gêneros ação e aventura, dirigido por Daniel Benmayor, com roteiro de Leslie Bohem, Matt Johnson, Kevin Lund, T.J. Scott e do próprio diretor e atuações de Taylor Lautner e Marie Avgeropoulos.
Foi lançado nos Estados Unidos em 20 de março de 2015. Em Portugal, foi lançado em 9 de abril de 2015.

## Elenco
- Taylor Lautner como Cam
- Marie Avgeropoulos como Nikki
- Rafi Gavron como Dylan
- Adam Rayner como Miller
- Sam Medina como Hu
- Luciano Acuna Jr. como Tate
- Josh Yadon como Jax
- Johnny M. Wu como Jerry
- Amirah Vann como Angie
- Christian Steel como Joey
- Wai Ching Ho como Chen

## Produção
O filme foi gravado em Nova Iorque de junho a agosto de 2013. Os direitos de distribuição foram comprados pela Saban Films em setembro de 2014.